# Peinture de castes

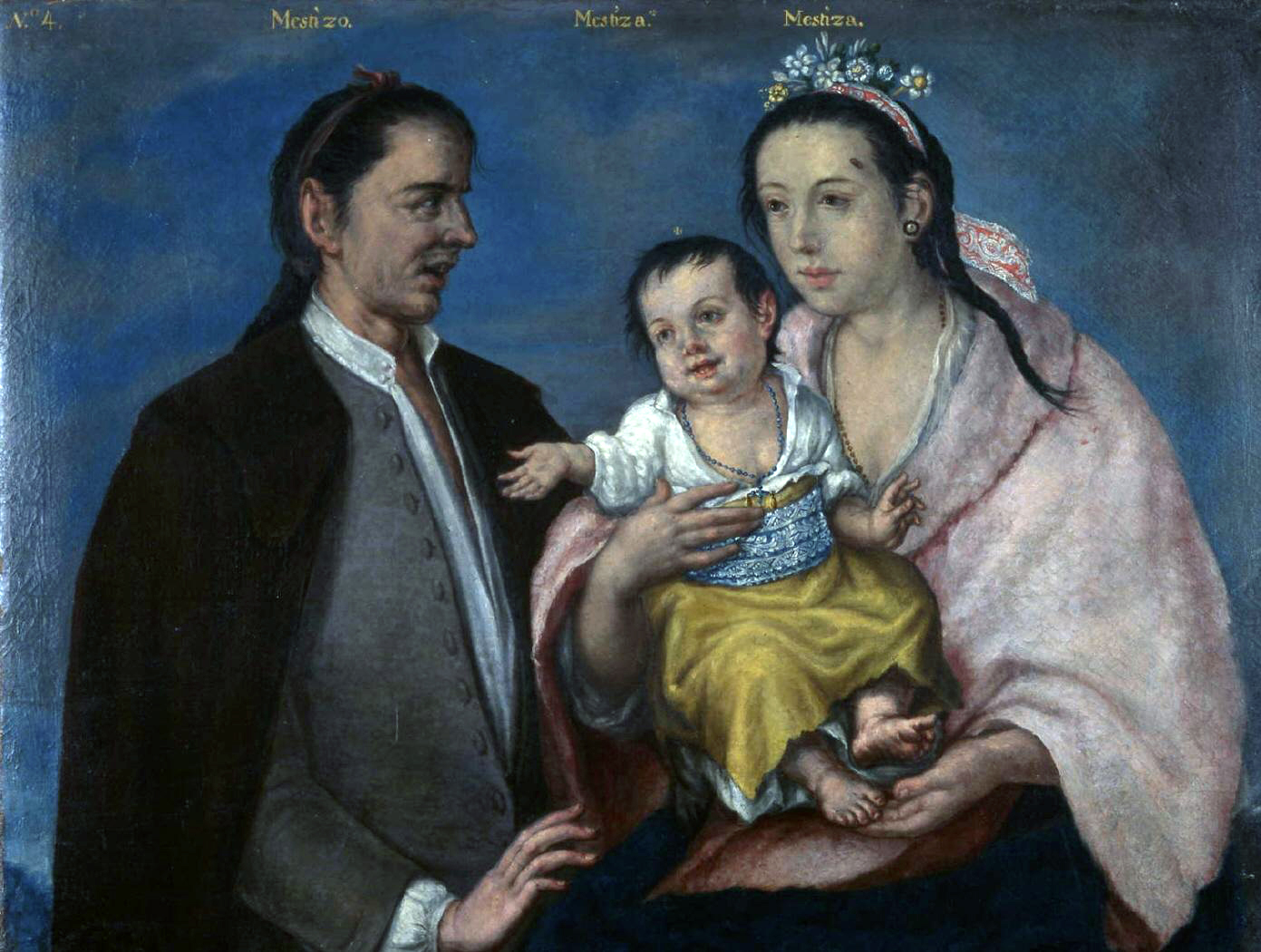
Mestizo, Mestiza, Mestizo. Musée national d'anthropologie, Madrid

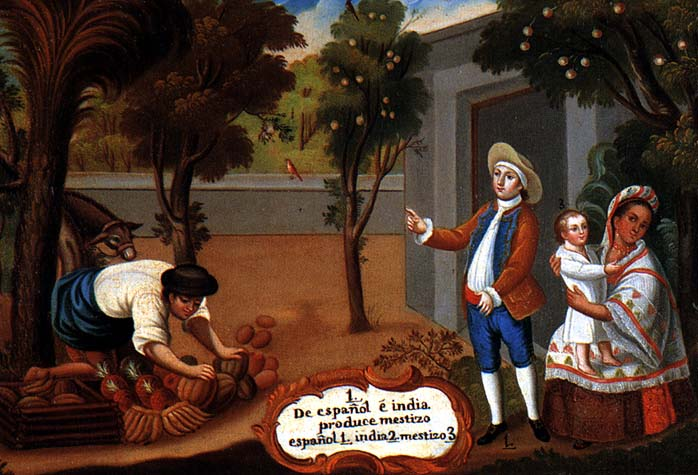
Famille métissée du XVIIIe siècle. Le métissage ne se limite pas à l'étape de la conquête.

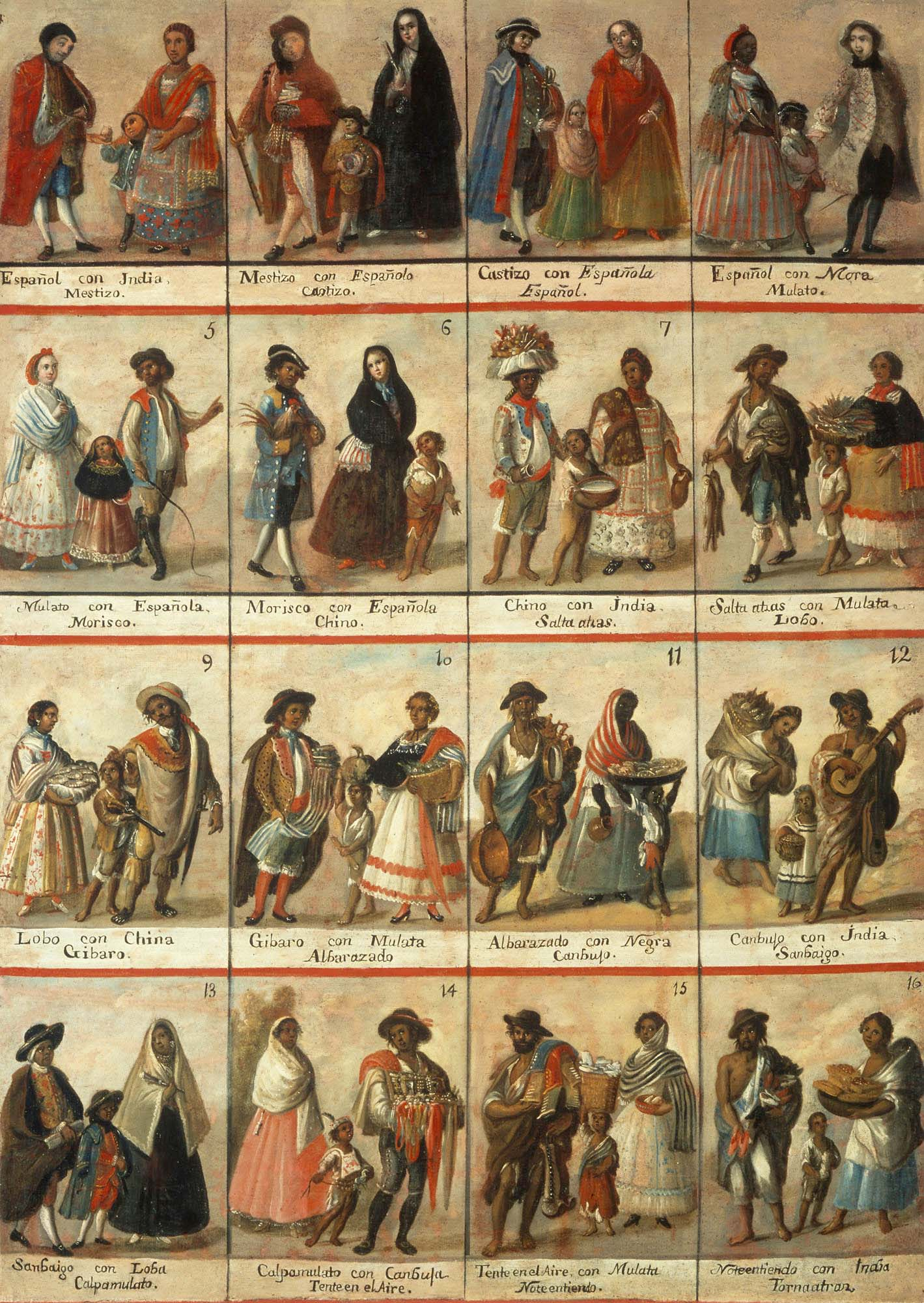
Anonyme, Tableau de castes « a cuadretes », XVIIIe siècle, Museo nacional del Virreinato, Tepotzotlán, Mexique

Les peintures de castes sont des séries de tableaux peints en Nouvelle-Espagne au XVIIIe siècle et qui représentent les diverses castes au sein des colonies espagnoles et notamment les mélanges ethniques. Les deux principaux représentants de ces séries sont Miguel Cabrera et Andrés de Islas, mais de nombreuses séries sont anonymes.

## Description
Au XVIIIe siècle, un genre iconographique nouveau apparaît au Mexique, alors appelé Nouvelle-Espagne. Ce genre représente les différents groupes humains issus des mélanges des trois « ethnies » qui composent la population de l'Amérique : les Espagnols, les Amérindiens et les Africains. Les  peinture de castes sont généralement composées de seize tableaux représentant les principales combinaisons ethniques. Chacun de ces tableaux représente une famille, avec le père et la mère, appartenant chacun à un groupe ethnique différencié, ainsi que de l’enfant résultant du métissage.  Dans le tableau suivant, l'enfant devient le père ou la mère. Les peinture de castes sont organisées en trois groupes : les unions entre l’Espagnol et l’Indienne et les différents types de métissage qui en résultent, viennent ensuite celles de l’Espagnol et de l’Africaine, puis finalement celles des Indiens et des Africains. Chaque scène est accompagnée d’une inscription, qui précise l’identité des personnages, un peu à la façon d'un cartouche baroque, afin que l’observateur ait une idée précise de ce qui pouvait être, pour lui, nouveau et inconnu.
Ces tableaux de castes furent en général réalisés à la demande de créoles ou d’Espagnols afin d'être  exportés  en Espagne. Ces tableaux de caste, ou de métissage, conféraient une étiquette à la descendance de chaque couple possible. Plus que le réflet d'une réelle classification raciale, ces tableaux illustrent surtout la volonté de l'élite coloniale d'ordonner une société profondément métissée. Bon nombre de ces termes, surtout pour les mélanges complexes, tels ceux désignant des catégories comme « salta átras » (saut en arrière) ou « no te entiendo » (je ne te comprends pas),  n’ont jamais été utilisés dans la vie quotidienne et n’apparaissent que dans ces tableaux et dans quelques textes de chroniqueurs. Comme le rappelle l’historien Roberto Moreno de los Arcos  :  « Une classification sociale aussi complexe et détaillée n’a jamais existé, ni dans la Loi ni dans la pratique ; de là les divergences entre peintres sur les noms des soi-disant groupes raciaux. Ces tableaux sont un exercice de réflexion taxonomico-anthropologique ». Les termes mestizo, castizo, mulato et morisco  étaient en revanche relativement courants.